# Canon EOS 40D
Canon EOS 40D — цифровий дзеркальний фотоапарат просунутого аматорського, або напівпрофесійного рівня серії EOS компанії Canon. Вперше анонсований 20 серпня 2007 року. Вийшов на заміну Canon EOS 30D. Наступна модель цього рівня — Canon EOS 50D.

## Особливості порівняно з попередньою моделлюCanon EOS 30D

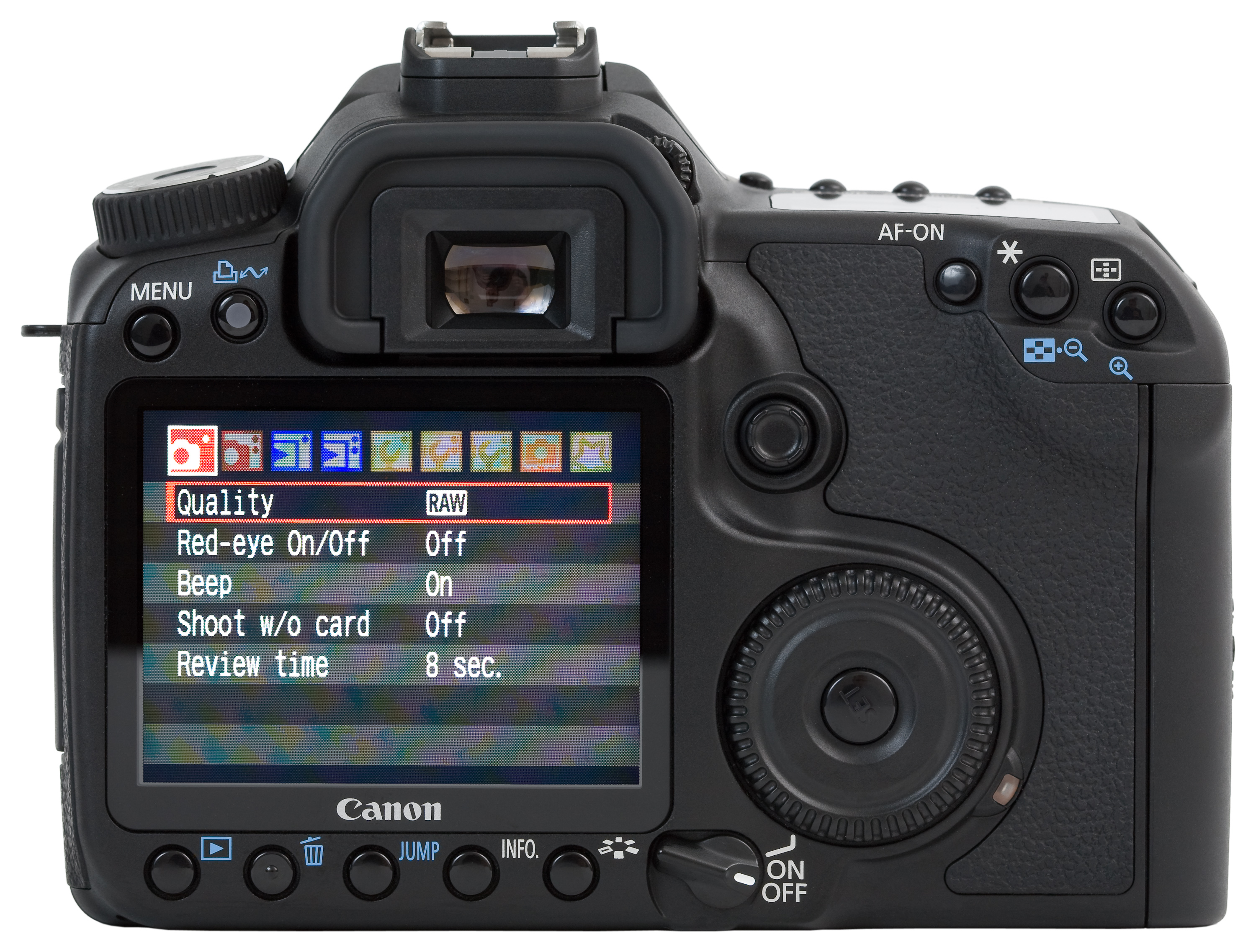
Зворотня сторона камери Canon EOS 40D

40D має сенсор з більшою роздільною здатністю (10,1 замість 8,2 мегапікселя). Сенсор також має кращий захист від шумів. 40D має більший буфер зберігання кадрів. Збільшена швидкість серійної зйомки з 5 до 6,5 кадрів на секунду. 
40D має новий формат sRAW, який робить менші RAW файли для менших друкованих знімків. RAW формат 40D є 14-ти бітним а 30D має лише 12-ти бітний.
Камера використовує процесор DIGIC III, що має миттєву реакцію на зміни, покращений запис кольорів і майже миттєве включення. Також була представлена нова система очищення матриці. 
40D має більший екран 3 дюйма. Також у ньому застосовують нове меню для управління вбудованим та зовнішнім спалахом. Також з’явився режим Live View.
Іншими нововведеннями стали: змінні фокусувальні екрани, додалася кнопка AF-ON, вбудована система очищення сенсора для зменшення його забруднення, гумове кільце довкола батареї, покращена кришка відсіку карти для захисту від погодних умов. А також нові опційні аксесуари: IS версія 18-55 мм штатного об'єктиву, погодозахищена батарейна ручка.